# 埃及陸軍
埃及军队（羅馬化：El Geish el Masry）或地面部队（羅馬化：al-Quwwāt al-Barriyya al-Miṣriyya ）是埃及武装部队的陆战部门。它是埃及武装部队中最大的军种。
现代军队是在穆罕默德·阿里帕夏（1805-1849 年）统治期间建立的，被广泛认为是“现代埃及的创始人”。它在 20 世纪最重要的参与是埃及与以色列的五场战争（1948 年、1956 年、1967 年、1967-1970 年和 1973 年），其中一场是 1956 年的苏伊士危机，它也与以色列进行了交战。英国和法国的军队。埃及军队还积极参与了旷日持久的北也门内战和 1977 年 7 月短暂的埃及-利比亚战争。它的最后一次重大战役是1991年将科威特从伊拉克占领下解放出来的沙漠风暴行动，其中埃及军队构成了盟军的第二大特遣队。
截至 2021 年，军队总兵力估计为 31 万人，其中约 9 万人至 12 万人是专业人员，其余是义务兵。另外还有 375,000 名预备役军人。 

## 历史
在其漫长历史的大部分时间里，古埃及都是统一在一个政府之下。有三个王国和两个中间时期。在三个王国时期，埃及统一在一个政府之下。在王国之间的过渡时期，政府控制权掌握在各个诺姆（埃及境内的省份）和各种外国人手中。这种情况为埃及的许多军事征服奠定了基础。他们使用弓箭等小型射弹武器削弱敌人。他们还有战车，用来冲锋敌人。 
埃及周围的干旱平原和沙漠居住着游牧部落，他们偶尔会袭击肥沃的尼罗河谷或在肥沃的尼罗河谷定居。然而，大片的沙漠却形成了保护河谷的屏障，大军几乎无法穿越。埃及人沿着尼罗河三角洲东部和西部的边界、东部沙漠和南部的努比亚建造了堡垒和前哨基地。小型驻军可以防止小型入侵，但如果检测到大规模部队，则会向主要军团发送信息。大多数埃及城市缺乏城墙和其他防御设施。